# Siriano de Atenas
Siriano de Atenas (em latim: Syrianus) foi um filósofo bizantino do final do século V, que presumivelmente esteve ativo em Atenas. Quase nada se sabe sobre sua vida, exceto que era um grande admirador do matemático Ulpiano. Em algum momento após a morte de Marino, ele e Hégias foram alertados por Isidoro que o padrão da filosofia ateniense estava declinando e eles deveriam resgatá-lo.